# Limena katedrala
Limena katedrala (ukr.: Бляшана Катедра) bila je prva neovisna ukrajinska crkva u Sjevernoj Americi te srce Serafimitske Crkve. Vrijedi izdvojiti posebnost da je bila osnovana u Winnipegu, i nije bila povezana s nijednom drugom crkvom u Europi. 
Ukrajinski imigranti počeli su pristizati u Kanadu 1881. godine i to većinom iz austro-ugarskih pokrajina Bukovine i Galicije. Spomenute novopridošlice iz Bukovine bili su istočni pravoslavci (grčkoistočni), a Galicijanci istočni katolici. Oboje su bili upoznati s bizantskim obredom. Do 1903. godine ukrajinska imigrantska populacija u zapadnoj Kanadi postala je dovoljno velika da privuče pažnju vjerskih vođa, političara i pedagoga.

## Najvažnije osobe
Značajna osoba ukrajinske zajednice u drugoj polovici 19. stoljeća u Winnipegu bio je Cyril Genik (1857. – 1925.). Genik je došao iz Galicije nakon položene mature na Ukrajinskoj akademskoj gimnaziji u Ljvivu. Kratko vrijeme studirao je i pravo na Sveučilištu u Černivcima.  Bio je prijatelj s Ivanom Frankom, ukrajinskim autorom djela Lisica Mykyta. Genik je prijateljevajući s Frankom stekao autorova oštra satirička stajališta o tadašnjem kleru te Frankove sklonosti nekršćanskih socijalista. Genik je bio uvjerenja da se mora "osloboditi" narod od klera te sprovesti zemljišne reforme pomoću kojih bi se, prema Genikovu uvjerenju, seljaštvo oslobodilo od neprisutnih zemljovlasnika koji su, u dogovoru s crkvenom hijerarhijom, i dalje imali kontrolu nad zemljištem.
Po dolasku u Kanadu, Genik je postao prvi Ukrajinac kojeg je zaposlila kanadska vlada. Radio je kao imigracijski službenik čija je dužnost bila doseljenike uputiti u njihove nove domove. Genikov rođak Ivan Bodrug (1874. – 1952.) i Bodrugov prijatelj Ivan Negrič (1875. – 1946.) također su došli iz sela Bereziva, regije Kolomije. Bili su kvalificirani kao učitelji za rad u osnovnim školama u Galiciji. Ovaj su trojica činila su intelektualnu jezgru ukrajinske zajednice. Bili su poznati kao Berezivska trojica. Najstariji od njih, Genik, jedini je bio oženjen s Paulinom, rođenom Curkowsky, kćerju svećenika s kojom je imao šestero djece - tri sina i tri kćeri.
Spomenimo i  biskupa Serafima, čije je pravo ime bilo Stefan Ustvolsky. Ustvolskog je na kraju izopćio ruski Sveti Sinod u Petrogradu.  Ali njegova priča počinje kada je iz osobnih razloga otputovao u Svetu Goru, gdje ga je za biskupa posvetio sveti Anfim, koji je tvrdio da je biskup (to je bila priča koju je sa sobom donio u Novi Svijet).  Nakon što je posvećen za biskupa, Serafim putuje u sjevernu Ameriku, na kratko boraveći kod ukrajinskih svećenika u  Philapelphiji. U trenutku kada je došao u Winnipeg, nije bio odan ni prema ruskoj pravoslavnoj Crkvi ni prema ijednoj inoj Crkvi. Prerijski Ukrajinci prihvatili su ga kao putujućeg svetog čovjeka, kao što je i bio običaj još od početka kršćanstva.
Još jedna osoba koja je sudjelovala u događajima koji su kulminirali stvaranjem Limene katedrale, bio je Serafimov pomoćnik Makarij Marčenko. Marchenko je djelovao kao đakon ili kantor, pomažući Serafimu s crkvenim službama, koje je veoma dobro poznavao. Stigao je zajedno sa Serafimom iz Sjedinjenih Država. Nadbiskup Langevin, smješten u St. Boniface, bio je poglavar rimokatoličke nadbiskupije zapadne Kanade, te u izravnom kontaktu s papom u Rimu. Vjerovao je da su njegovi svećenici bili više nego dovoljni za potrebe ukrajinske populacije.  Ostali sudionici uključivali su dr. Williama Patricka, ravnatelja Manitoba Collegea – prezbitarijanskog koledža u Winnipegu; Liberalna stranka Manitobe, te ruski pravoslavni misionari.

## Događaji
Vrijedi izdvojiti događaj iz 1902. godine kada je član zakonodavstva Manitobe Joseph Bernier, u suradnji s Rimom uveo zakon kojim je »prenio upravljanje nad cijelim vlasništvom Grčke Rusinske Crkve društvima koje je kontrolirala Rimska Crkva«.  Nadbiskup Langevin izjavio je da se »Rusini moraju dokazati katolicima tako da imovinu predaju crkvi, a ne kao protestanti pojedincima ili odborima svjetovnjaka koji su neovisni od svećenika ili biskupa«. Veličina ukrajinske prerijske populacije također je privukla zanimanje ruskih pravoslavnih misionara. U to vrijeme, Ruska Pravoslavna Crkva trošila je znatni materijalni iznos na misionarski rad u sjevernoj Americi (100.000 $ godišnje).  I Prezbiterijanska Crkva također se zainteresirala. Pozvala je mladiće iz ukrajinske zajednice pohađati koledž Manitobu (Manitoba College, danas Winnipeško sveučilište, The University of Winnipeg), na kojem se pokenula posebna nastava usmjerena osposobljavanju mladih Ukrajinaca koji su željeli postati učitelji (a kasnije neovisni svećenici grčke Crkve).  Ravnatelj koledža, Dr. King, intervjuirao je na tečnom njemačkom kandidate Bodruga i Negriča. Genik je njihove učiteljske dokumente preveo s poljskog na engleski jezik. Postali su prvi ukrajinski studenti na sveučilištu u sjevernoj Americi.
Genik, Bodrug i Negrič ubrzo su djelovali radi osiguranja svoje zajednicu.  Doveli su Serafima, koji je stigao travnja 1903. godine radi osnivanja Crkve koja bi bila neovisna od svih Crkava u Europi i koja ne bi bila odana ni jednoj interesnoj skupini koja se natječe za duše novih prerijskih ukrajinskih imigranata. Na njihovo zadovoljstvo, Serafim je osnovao Pravoslavnu Rusku Crkvu (ne Rusku Pravoslavnu), te sebe proglasio poglavarem, a za umiriti Ukrajince također se zvala i Serafimitska Crkva. Župljanima je pružio istočni obred s kojim su imigranti bili upoznati te je počeo zaređivati kantore i đakone.
»13. listopada 1903. Seraphim je službeno blagoslovio i otvorio malu drvenu konstrukciju, na istočnoj strani ulice McGregor, između avenijâ Manitobe i Pritcharda, koja se možda mogla zvati crkva svetog Duha«. »Od studenoga 1904. gradio je svoju poznatu 'Limenu katedralu' na uglu ulice King ulice i avenije Stelle«,  napravljenu od otpadnog metala i drva. Karizmatični Serafim zaredio je »otprilike 50 svećenika i bezbroj đakona, od kojih su mnogi bili polupismeni, koji su dalje vršili svoje poslanje po naseljenim područjima, propovijedajući neovisno pravoslavlje i zastupništvo vlasništva crkvenih posjeda. U dvije godina Crkva je skupila skoro 60.000 sljedbenika«.
»Zbog raznih indiskrecija i problema s ovisnošću o alkoholu«  Serafim je izgubio povjerenje intelektualaca koji su ga pozvali u Winnipeg. Došlo je do udara u kojem su ga izbacili s čelništva. Serafim je otišao u Petrograd za od ruskog Svetog Sinoda pokušati dobiti priznanje i daljnja sredstva za Serafimitsku Crkvu. Za vrijeme njegovog odsustva, Ivan Bodrug i Ivan Negrič, tada već studenti teologije na Manitoba College-u, te svećenici Serafimitske crkve, uspjeli su dobiti jamstvo od Prezbiterijanskog fonda za sredstva namijenjena za Serafimitsku Crkvu pod uvjetima da se s vremenom prebaci na prezbiterijanski model. »Kasne jeseni 1904. godine Serafim se vratio iz Rusije, ali sa sobom nije donio novčana sredstva«.  Po povratku otkrio je izdaju i bez oklijevanja izopćio je sve svećenike koji su sudjelovali u izdaji. U lokalnim novinama objavio je njihove slike s imenima napisanim preko prsa kao da se radi o zločincima.  Njegova osveta bila je kratka vijeka jer je primio vijest da je i njega samog ruski Sveti Sinod izopćio: » (…) kada je Sveti Sinod izopćio Serafima i sve njegove svećenike, otišao je 1908. i nikada se više nije vratio«.

## Posljedice
Kao rezultat društvenih i duhovnih previranja koja su prohujala prerijom, osnovana je ukrajinsko-kanadska zajednica.
Ivan Bodrug, jedan od pobunjenika pri Serafimitskoj Crkvi, postao je poglavar nove Neovisne Crkve. Bio je karizmatičan sam po sebi i zbog prezbiterijanci utjecaja pripovijedao je evanđeosko kršćanstvo. Živio je sve do 1950.-tih godina. Zgrade Nezavisne Crkve bile su smještene na uglu Pritchardove avenije i ulice McGregor. Prva je u međuvremenu srušena, dok crkva, koju je Seraphim koristio kao svoju prvu crkvu, t.j. druga zgrada sagrađena je sredstvima iz prezbiterijanskih fondova, i dan danas postoji preko puta od Labour Templea, u prijedjelu North End, Winnipeg.
Nadbiskup Langevin povećao je svoje napore da ukrajinsku zajednicu stavi pod rimokatoličko okrilje. Osnovao je bazilijansku crkvu Sv. Nikole i doveo belgijske svećenike, oca Achillea Delaerea i druge, koji su sv. misu slavili na starocrkvenoslavenskom, odjeveni prema grčkim obredima, te su službe vodili na poljskom. Ova se crkva nalazila preko puta neovisne ukrajinske katoličke katerdale sv. Vladimira I. Olga, u ulici McGregor Winnipeškog North Enda. Natjecanje ove vrste pružilo je izvrsnu priliku ukrajinsko-kanadskoj djeci naučiti govoriti ukrajinski jezik.
Liberalna stranka, svjesna da Ukrajinci nisu više saveznici s nadbiskupom Langevinom; te rimokatolici koji su bili povezani s Konzervativnom strankom, napravili su korak naprijed kada su financirali prve ukrajinske novine u Kanadi, Kanadski Farmer (Kanadiskyi Farmer). Prvi glavni urednik nije bio nitko drugi negoli Ivan Negrič.
Serafim je iščeznuo nakon 1908., ali se sve do 1913. moglo naići na vijesti o njemu u novinama Ukrajinski glas (Ukrainskyi holos) kako prodaje Biblije radnicima na željeznici u Britanskoj Kolumbiji. Prema drugim verzijama priče, vratio se u Rusiju.
Cyril Genik se zajedno sa svojom najstarijom kćeri i jednim od sinova na neko vrijeme preselio u Sjevernu Dakotu, Sjedinjene Države. Vratio se i umro 1925. godine.
Makarij Marčenko nakon Serafimova odlaska proglasio je sebe ne samo novim biskupom Serafimitske Crkve, nego i glavnim patrijarhom, papom, glavnim hetmanom i princem. Za svaki slučaj da ne bi pokazao sklonost nekoj od Crkava, još je i izopćio Papu i ruski Sveti Sinod.   Postoje bilješke da je sve do kraja 1930.-tih putovao u ruralna područja i služio misu Ukrajincima koji su slijedili istočne obrede.

## Vanjske poveznice
- Біографія в журналі «Дніпро»
- Православная Церковь Всероссийского Патриаршества
- Kijevska Rus'
- Five Door Films, Romance of the Far Fur Country  Arhivirana inačica izvorne stranice od 18. prosinca 2015. (Wayback Machine)
- Hryniuk, Stella. Cyril Genik. Dictionary of Canadian Biography
- Hryniuk, Stella. Bishop Seraphim. Dictionary of Canadian Biography
- Martynowych, Orest T., The Seraphimite, Independent Greek, Presbyterian and United Churches  Arhivirana inačica izvorne stranice od 10. travnja 2014. (Wayback Machine)
- Tin Can Cathedral by Nick Mitchell
- Orysia Paszczak Tracz. 1998. Our Christmas: nothing's really changed. The Ukrainian Weekly. Inačica izvorne stranice arhivirana 17. veljače 2013. Pristupljeno 26. studenoga 2015.
- University of Manitoba Libraries: Winnipeg Building Index. Tin Can Cathedral Selkirk Avenue 1904  Arhivirana inačica izvorne stranice od 9. studenoga 2013. (Wayback Machine)
- Yereniuk, Roman, A Short Historical Outline of the Ukrainian Orthodox Church of Canada  Arhivirana inačica izvorne stranice od 23. listopada 2014. (Wayback Machine)